# María Valverde

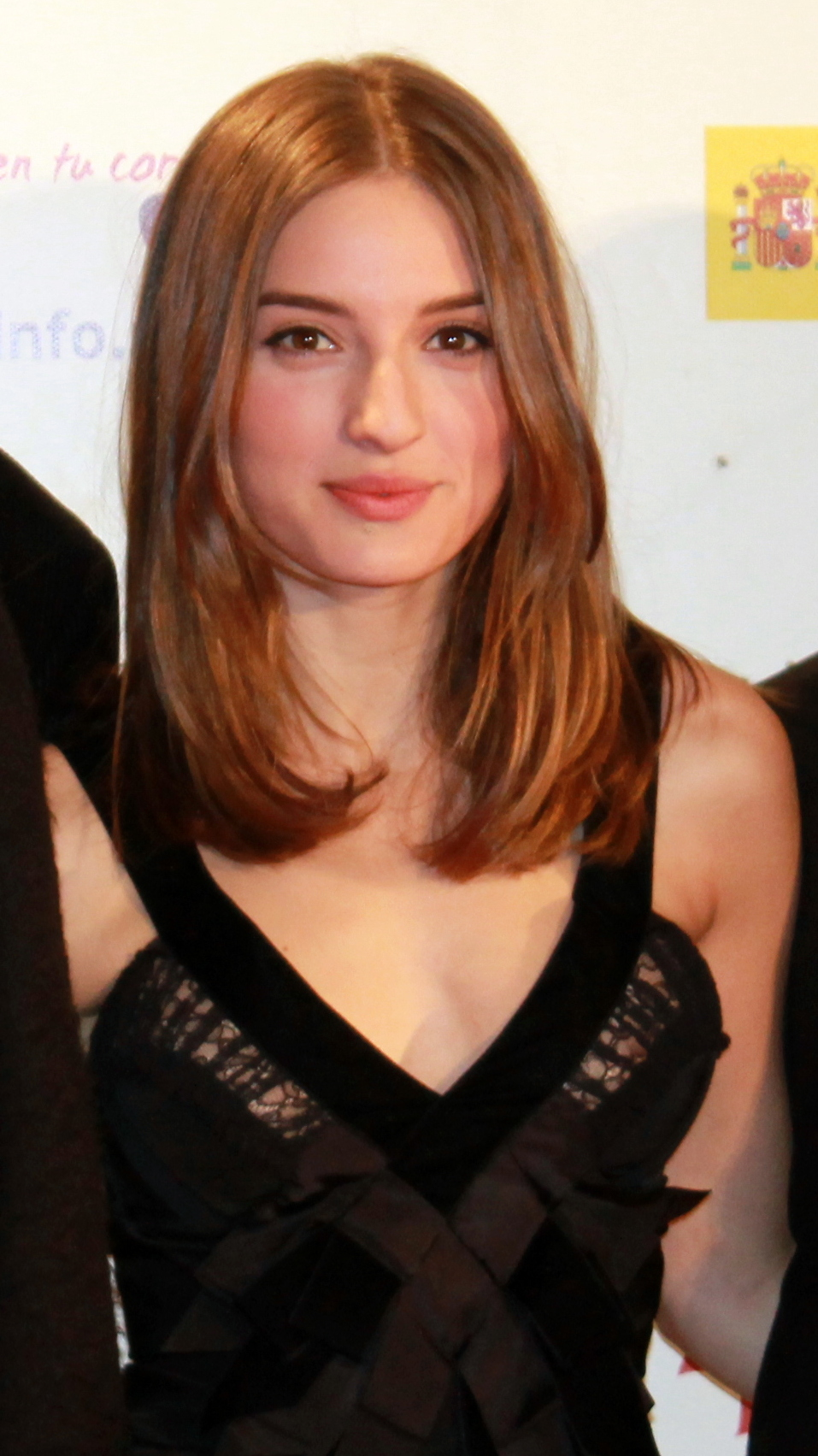
María Valverde, 2012

María Valverde Rodríguez (* 24. März 1987 in Madrid) ist eine spanische Schauspielerin.

## Leben und Karriere
2003 debütierte sie im Alter von 16 Jahren mit dem Film Der Fremde im Park. Für ihre Hauptrolle neben Luis Tosar erhielt sie 2004 den Goya als beste Nachwuchsschauspielerin. Nachfolgend spielte sie die Hauptrolle in Melissa P. – Mit geschlossenen Augen (2005), die Lucrezia Borgia in Die Borgias (2006), neben Juan José Ballesta in Diebe (2007) und neben Leonardo Sbaraglia in King of the Hill (2007) von Gonzalo López-Gallego. In Ridley Scotts Exodus: Götter und Könige (2014) stellte sie die Ehefrau von Mose, Zippora, dar.
María Valverde war von 2010 bis 2014 mit dem spanischen Schauspieler Mario Casas liiert, der in Drei Meter über dem Himmel neben ihr die männliche Hauptrolle spielte. Anfang 2017 heiratete sie den Dirigenten Gustavo Dudamel.

## Filmografie (Auswahl)
- 2003: Der Fremde im Park (La flaqueza del bolchevique) – Regie: Manuel Martín Cuenca
- 2003: Cuando nadie nos mira (Kurzfilm) – Regie: Pau Atienza
- 2004: Fuera del cuerpo – Regie: Vicente Peñarrocha
- 2005: Vorvik – Regie: José Antonio Vitoria
- 2005: Melissa P. – Mit geschlossenen Augen (Melissa P.) – Regie: Luca Guadagnino
- 2006: Die Borgias (Los Borgia) – Regie: Antonio Hernández
- 2007: Ladrones (Diebe) – Regie: Jaime Marques
- 2007: King of the Hill (El rey de la montaña, Les proies) – Regie: Gonzalo López-Gallego
- 2007: The Sandman (El hombre de arena) – Regie: José Manuel González
- 2008: Die Frau des Anarchisten (The Anarchist's Wife, La mujer del anarquista) – Regie: Marie Noëlle, Peter Sehr
- 2009: Cracks – Regie: Jordan Scott
- 2010: Drei Meter über dem Himmel (Tres metros sobre el cielo) – Regie: Fernando González Molina
- 2011: Madrid, 1987 – Regie: David Trueba
- 2012: Ich steh auf dich (Tengo ganas de ti) – Regie: Fernando Gonzáles Molina
- 2013: Libertador – Regie: Alberto Arvelo
- 2014: Exodus: Götter und Könige (Exodus: Gods and Kings) – Regie: Ridley Scott
- 2015: Broken Horses – Regie: Vidhu Vinod Chopra
- 2015: Ahora o nunca – Regie: Maria Ripoll
- 2016: Guernica (Gernika) – Regie: Koldo Serra
- 2016: The Limehouse Golem – Regie: Juan Carlos Medina
- 2016: La carga – Regie: Alan Jonsson
- 2016: Ali and Nino – Regie: Asif Kapadia
- 2017: Der Wein und der Wind (Ce qui nous lie) – Regie: Cédric Klapisch
- 2017: Plonger – Regie: Mélanie Laurent
- 2018: Galveston – Die Hölle ist ein Paradies (Galveston) – Regie: Mélanie Laurent
- 2019: Araña – Regie: Andrés Wood
- 2021: Das Gift (Distancia de rescate) – Regie: Claudia Llosa
- 2021: Wir waren wie Lieder (Fuimos canciones) – Regie: Juana Macías